# Fredrik Bild
Johan Fredrik Bild, född 25 juni 1974 i Växjö, är en svensk före detta fotbollsspelare.
Bild spelade i Östers IF och IFK Norrköping och har av många experter, bl.a. Thomas Nordahl, ansetts som en av Sveriges mest lovande spelare genom tiderna men fick aldrig chansen i det svenska landslaget. Fredriks far är Per-Olof Bild tidigare spelande i Öster samt vid något tillfälle i svenska landslaget, som i sin tur är systerson till den legendariske Norrköping- och Österspelaren Harry Bild med ett flertal landskamper samt även som proffs i Nederländerna. Fredrik Bild är bror till Andreas Bild, även han fotbollsspelare i Öster, Hammarby samt Brommapojkarna.